# Глава (Болгарія)
Глава́ (болг. Глава) — село в Плевенській області Болгарії. Входить до складу общини Червен-Бряг.

## Населення
За даними перепису населення 2011 року у селі проживали 1290 осіб.
Національний склад населення села:
| Національність   | Кількість осіб | Відсоток |
| ---------------- | -------------- | -------- |
| болгари          | 1031           | 97,3%    |
| цигани           | 13             | 1,2%     |
| турки            | 12             | 1,1%     |
| інша             | 0              | 0%       |
| не визначились   | 4              | 0,4%     |
| Всього відповіли | 1060           |          |

Розподіл населення за віком у 2011 році:
Динаміка населення: